# Dioscorea preussii
Dioscorea preussii är en enhjärtbladig växtart som beskrevs av Ferdinand Albin Pax. Dioscorea preussii ingår i släktet Dioscorea och familjen Dioscoreaceae.

## Underarter
Arten delas in i följande underarter:
- D. p. hylophila
- D. p. preussii